# 隅田川関屋の里
「隅田川関屋の里」（すみだがわせきやのさと）は、葛飾北斎の名所浮世絵揃物『冨嶽三十六景』全46図中の1図。落款は「前北斎為一筆」とある。

## 概要
本作品は東京都足立区千住曙町の京成関屋駅、牛田駅近辺に存在した村落、関屋の里からの富士山の景観を描いたものである。菅笠を被り旅装束を纏った三人の武士が土手の上を馬で疾走する様子を切り取り、スピード感を感じさせる筆致で表現している。人馬の動きについては『北斎漫画』などでも取り上げていた経緯があり、より疾走感を出すための構図は以前より考察していたものと考えられている。富士山は朝焼けの赤富士で表現されており、早朝のせわしなさを強調している。
画題の具体的な場所については、斎藤月岑が『江戸名所図会』の「関屋天満宮」での表記との一致などから、元和2年（1616年）に石出吉胤が築いた堤防（掃部堤）ではないかと指摘されている。右下に配置された高札場については、千住宿に存在した記録は残されているが、周囲の状況が一致しないことから、北斎の演出によるものと考えられている。
牛田駅に隣接したプチテラスには本作品をイメージしたデザインマンホールやタイル絵などが、他の浮世絵作品とともに掲示されている。